# Alojz Fedor
Alojz Fedor (* 10. srpna 1959) je bývalý slovenský fotbalista. Po skončení aktivní kariéry působí jako trenér v nižších soutěžích a trenér mládeže.

## Fotbalová kariéra
V československé lize hrál za Lokomotivu Košice. V čerskoslovenské lize nastoupil v 56 utkáních a dal 2 góly. Dále hrál za ZŤS Košice.

## Ligová bilance
| Ročník                                   | Zápasy | Góly | Klub              |
| ---------------------------------------- | ------ | ---- | ----------------- |
| 1. československá fotbalová liga 1983/84 | 15     | 0    | Lokomotiva Košice |
| 1. československá fotbalová liga 1984/85 | 15     | 0    | Lokomotiva Košice |
| 1. československá fotbalová liga 1985/86 | 26     | 2    | Lokomotiva Košice |
| CELKEM                                   | 56     | 2    |                   |